# اکتیابر
اکتیابر جماعت و شهرکی در جنوب غربی کشور تاجیکستان است که در ناحیهٔ جامی ولایت ختلان قرار دارد. جمعیت این جماعت ۱۲۱۴۲ است.